# أنجل تسقط (فلم)
أنجل تسقط (بالإنجليزية: Angel Has Fallen) هو فيلم أكشن وإثارة تم إنتاجه في الولايات المتحدة وصدر سنة 2019 بطولة جيرارد بتلر ومورغان فريمان وجادا بينكيت سميث, وهو الجزء الثالث من سلسلة «تسقط».

## القصة
عميل الخدمات السرية (مايك بانينج) يُشتبَه به في محاولة اغتيال الرئيس؛ فيصبح لزامًا عليه الهروب من وكالته الخاصة ومكتب التحقيقات الفيدرالي سعيًا للكشف عن التهديد الحقيقي والوصول إليه قبل فوات الآوان.

## الميزانية والإيرادات
كلف الفيلم 40 مليون دولار وحقق حتى الآن 78 مليون دولار.

## روابط خارجية
- مقالات تستعمل روابط فنية بلا صلة مع ويكي بيانات

لا توجد روابط لمواقع التواصل الاجتماعي.